# Bernhardt Schlaak
Bernhardt Schlaak (* 27. August 1959 in Hamburg) ist ein Generalmajor der Luftwaffe der Bundeswehr und war zuletzt Stellvertreter des Kommandierenden Generals und Chef des Stabes im Luftwaffentruppenkommando in Köln-Wahn.

## Militärische Laufbahn

### Ausbildung und erste Verwendungen
Schlaak trat 1980 als Offizieranwärter in die Bundeswehr bei der 7. Kompanie des Luftwaffenausbildungsregiment 3 in Roth ein. Anschließend folgte die Offizierausbildung an der Offizierschule der Luftwaffe in Fürstenfeldbruck. Von 1981 bis 1985 studierte er Wirtschafts- und Organisationswissenschaften (WOW) an der Universität der Bundeswehr Hamburg. Dem Abschluss als Diplom-Kaufmann folgte die Ausbildung zum Flugabwehrraketen-Offizier an der Raketenschule der Luftwaffe in El Paso, USA. Von 1986 bis 1990 wurde Schlaak dann beim FlaRakBtl 37 in Bremervörde und Cuxhaven eingesetzt. Von 1990 bis 1993 folgte die Verwendung als Staffelchef der Stabsstaffel des FlaRakGrp 36 in Bremervörde. Im Rahmen des Irak/Kuwait Konfliktes wurde Schlaak 1991 als Staffelchef des Teileinsatzkontingentes Stab FlaRak HAWK der Mobilen Eingreiftruppe der NATO in der Süd-Ost Türkei eingesetzt.

### Generalstabsausbildung und Dienst als Stabsoffizier
Es folgte die Generalstabsausbildung an der Führungsakademie der Bundeswehr in Hamburg von 1993 bis 1995. Anschließend wurde Schlaak Dezernatsleiter A3b bei der 4. Luftwaffendivision in Aurich. 1997 folgte der Lehrgang Europäische Sicherheitspolitik am Zentrum für Sicherheitspolitik in Genf um im gleichen Jahr Referent im Stab Deutscher Militärischer Vertreter im Militärausschuss der NATO und WEU und Deutscher Sprecher im NATO Ausschuss zur Standardisierung von Luftwaffenbelangen in Brüssel zu werden. Von 2000 folgte die Versetzung zum Führungsstab der Luftwaffe im Bundesministerium der Verteidigung als Grundsatzreferent und stv. Referatsleiter internationale Zusammenarbeit Luftwaffe NATO, EU und WEU (Fü L III 2) in Bonn. Von 2001 bis 2004 folgten zwei Verwendungen als Adjutant, zuerst beim Stellvertreter des Inspekteurs der Luftwaffe, anschließend als Adjutant der Luftwaffe beim Generalinspekteur. 2004 bis 2006 folgte die Verwendung als Gruppenleiter A 5 II im Luftwaffenführungskommando in Köln, um 2007 als Kommodore das Kommando über das Flugabwehrraketengeschwader 1 in Husum zu übernehmen. 2008 folgte eine neuerliche Verwendung im BMVg als Referatsleiter Fü L III 6 in Bonn.

### Generalsverwendung
Am 4. April 2012 wurde er mit dem Kommando über die Offizierschule der Luftwaffe betraut und folgte somit Klaus Habersetzer als Kommandeur. Noch im gleichen Jahr wurde Bernhardt Schlaak zum Brigadegeneral befördert. Er übergab das Kommando über die Schule am 21. September 2016 an Brigadegeneral Michael Traut. Von Oktober 2016 bis August 2019 war Schlaak Nachfolger von Generalmajor Bernhard Fürst als Vice Chairman des NATO Air and Missile Defence Committee in Brüssel, Belgien, wo er Ende 2016 auch zum Generalmajor befördert wurde. Von 22. August 2019 war er als Stellvertreter des Kommandierenden Generals und Chef des Stabes im Luftwaffentruppenkommando als Nachfolger von Generalmajor Lutz Kohlhaus eingesetzt. 2021 übergab er den Dienstposten an Richard Frevel.

## Privates
Schlaak ist verheiratet und Vater zweier Töchter und eines Sohnes.